# Anameta
Genre
Anameta est un genre fossile d'araignées aranéomorphes de la famille des Tetragnathidae.

## Distribution
Les espèces de ce genre ont été découvertes dans de l'ambre de Bitterfeld en Saxe-Anhalt en Allemagne et de la mer Baltique. Elles datent du Paléogène.

## Liste des espèces
Selon The World Spider Catalog 16.0 :
- †Anameta distenda Wunderlich, 2004
- †Anameta kuntneri Wunderlich, 2008

## Publication originale
- (en) Wunderlich, 2004 : The fossil spiders (Araneae) of the families Tetragnathidae and Zygiellidae n. stat. in Baltic and Dominican amber, with notes on higher extant and fossil taxa. Beiträge zur Araneologie, vol. 3, p. 899–955.